# 北廣島町
北廣島町（日语：／ Kitahiroshima chō */?）是位于廣島縣山縣郡的一町，轄區位於中國山地稜線，境內有包括高岳、大佐山、冠山、天狗石山、三石山、阿佐山、疊山等多座高度超過1,000公尺的高山。
在北海道石狩振興局有同樣以北廣島為名的北廣島市。

## 人口
| 北廣島町人口分布圖 |                                                 |  |
| 北廣島町與日本全國年齡別人口分布比較圖 （2005年資料） | 北廣島町的年齡、男女別人口分布圖 （2005年資料） |  |
| ■紫色是北廣島町 ■綠色是全国 | ■藍色是男性 ■紅色是女性                         |  |
| 北廣島町人口變化 \| 1970年 \| 25,682人 \| \| \| 1975年 \| 24,229人 \| \| \| 1980年 \| 23,743人 \| \| \| 1985年 \| 23,183人 \| \| \| 1990年 \| 22,926人 \| \| \| 1995年 \| 22,458人 \| \| \| 2000年 \| 21,929人 \| \| \| 2005年 \| 20,857人 \| \| \| 2010年 \| 19,969人 \| \| \| 2015年 \| 18,918人 \| \| \| 2020年 \| 17,763人 \| \| |                                                 |  |
| 資料來源：日本總務省統計中心提供之人口普查數據 |                                                 |  |
| 1970年 | 25,682人                                        |  |
| 1975年 | 24,229人                                        |  |
| 1980年 | 23,743人                                        |  |
| 1985年 | 23,183人                                        |  |
| 1990年 | 22,926人                                        |  |
| 1995年 | 22,458人                                        |  |
| 2000年 | 21,929人                                        |  |
| 2005年 | 20,857人                                        |  |
| 2010年 | 19,969人                                        |  |
| 2015年 | 18,918人                                        |  |
| 2020年 | 17,763人                                        |  |

## 歷史

### 沿革
- 1889年4月1日：實施町村制，現在的轄區在當時分屬：山縣郡大朝村、新庄村、雄鹿原村、中野村、山廻村、八幡村、川迫村、本地村、南方村、壬生村、八重村、都谷村、原村、吉坂。
- 1904年5月1日：壬生村改制為壬生町。
- 1922年1月1日：八重村改制為八重町。
- 1926年1月1日：大朝村改制為大朝町。
- 1928年4月1日：山廻村改名為美和村。
- 1954年11月3日：壬生町、八重町、川迫村、本地村、南方村合併為千代田町。
- 1955年3月31日：大朝町與新庄村合併為新設置的大朝町。
- 1956年9月30日：雄鹿原村、中野村、美和村、八幡村合併為藝北町。
- 1956年3月31日：都谷村、原村、吉坂村合併為豐平町。
- 1974年4月1日：千代田町的中山地區被併入大朝町。
- 2005年2月1日：大朝町、藝北町、千代田町、豐平町合併為北廣島町。[3]

### 變遷表
| 1889年4月1日 | 1889年 - 1926年           | 1926年 - 1954年              | 1955年 - 1989年              | 1989年 - 現在               | 現在                        |
| ------------ | ------------------------- | ---------------------------- | ---------------------------- | --------------------------- | --------------------------- |
| 大朝村       | 1926年1月1日 改制為大朝町 | 1926年1月1日 改制為大朝町    | 1955年3月31日 合併為大朝町   | 2005年2月1日 合併為北廣島町 | 2005年2月1日 合併為北廣島町 |
| 新庄村       |                           |                              | 1955年3月31日 合併為大朝町   | 2005年2月1日 合併為北廣島町 | 2005年2月1日 合併為北廣島町 |
| 雄鹿原村     | 雄鹿原村                  | 雄鹿原村                     | 1956年9月30日 合併為藝北町   | 2005年2月1日 合併為北廣島町 | 2005年2月1日 合併為北廣島町 |
| 中野村       |                           |                              | 1956年9月30日 合併為藝北町   | 2005年2月1日 合併為北廣島町 | 2005年2月1日 合併為北廣島町 |
| 山廻村       | 山廻村                    | 1928年4月1日 改名為美和村    | 1956年9月30日 合併為藝北町   | 2005年2月1日 合併為北廣島町 | 2005年2月1日 合併為北廣島町 |
| 八幡村       |                           |                              | 1956年9月30日 合併為藝北町   | 2005年2月1日 合併為北廣島町 | 2005年2月1日 合併為北廣島町 |
| 川迫村       | 川迫村                    | 1954年11月3日 合併為千代田町 | 1954年11月3日 合併為千代田町 | 2005年2月1日 合併為北廣島町 | 2005年2月1日 合併為北廣島町 |
| 本地村       |                           | 1954年11月3日 合併為千代田町 | 1954年11月3日 合併為千代田町 | 2005年2月1日 合併為北廣島町 | 2005年2月1日 合併為北廣島町 |
| 南方村       |                           | 1954年11月3日 合併為千代田町 | 1954年11月3日 合併為千代田町 | 2005年2月1日 合併為北廣島町 | 2005年2月1日 合併為北廣島町 |
| 壬生村       | 1904年5月1日 改制為壬生町 | 1954年11月3日 合併為千代田町 | 1954年11月3日 合併為千代田町 | 2005年2月1日 合併為北廣島町 | 2005年2月1日 合併為北廣島町 |
| 八重村       | 1922年1月1日 改制為八重町 | 1954年11月3日 合併為千代田町 | 1954年11月3日 合併為千代田町 | 2005年2月1日 合併為北廣島町 | 2005年2月1日 合併為北廣島町 |
| 都谷村       | 都谷村                    | 都谷村                       | 1956年3月31日 合併為豐平町   | 2005年2月1日 合併為北廣島町 | 2005年2月1日 合併為北廣島町 |
| 原村         |                           |                              | 1956年3月31日 合併為豐平町   | 2005年2月1日 合併為北廣島町 | 2005年2月1日 合併為北廣島町 |
| 吉坂村       |                           |                              | 1956年3月31日 合併為豐平町   | 2005年2月1日 合併為北廣島町 | 2005年2月1日 合併為北廣島町 |

## 交通
轄區內無鐵路通過。
過去國鐵曾計畫在轄區內興建今福線，並在町內設置兩車站，但最後因為土地徵收遭遇困難，故並未進行興建。

### 道路
高速道路
- 中國自動車道：千代田交流道 - 千代田系統交流道
- 濱田自動車道：千代田系統交流道 - 大朝交流道 - 寒曳山休息區

## 觀光資源

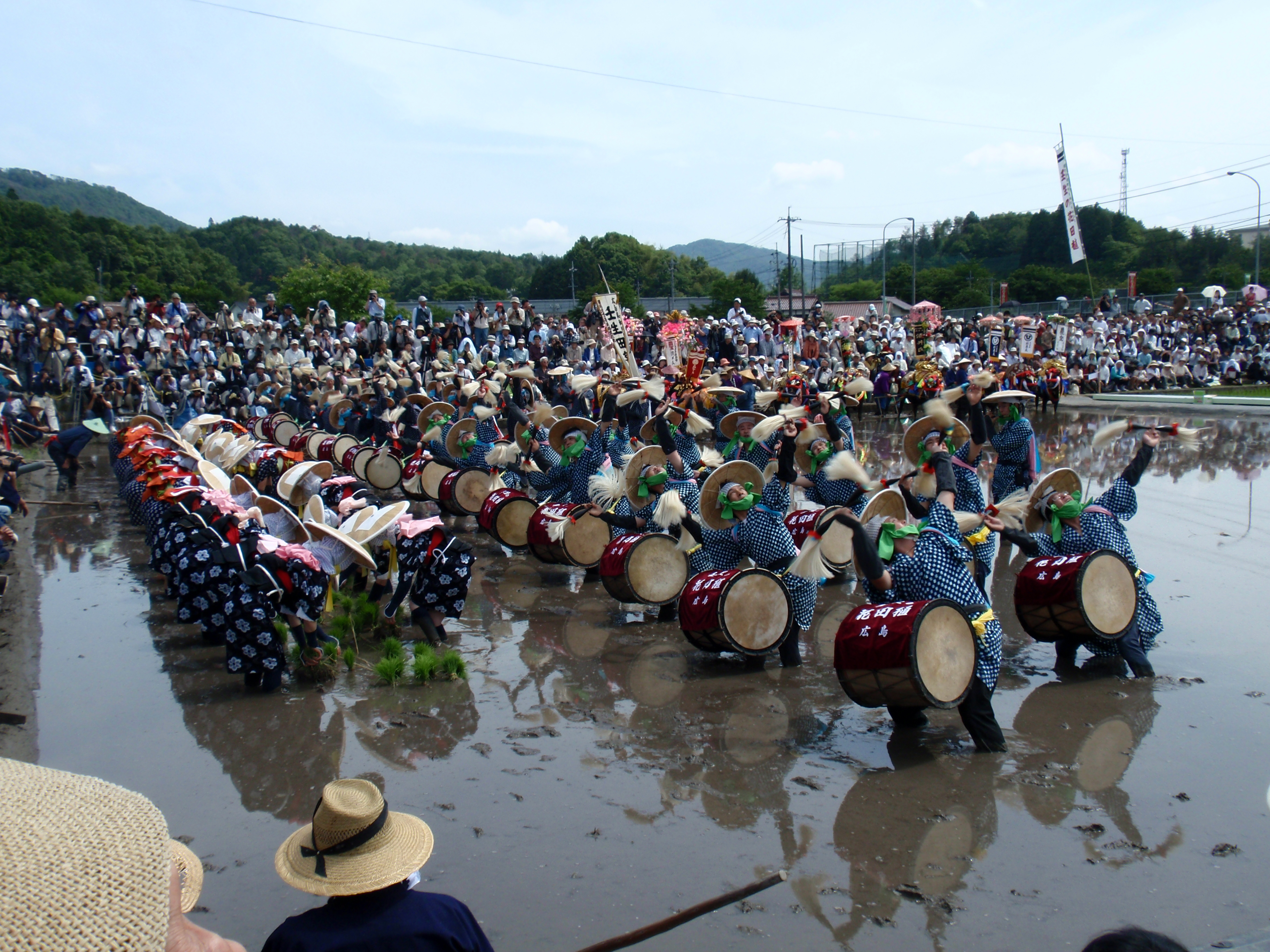
壬生花田植

- 吉川氏城館遺跡（包括駿河丸城遺跡、小倉山城遺跡、日山城遺跡、吉川元春館遺跡、西禪寺遺跡、萬德院遺跡、洞仙寺遺跡、常仙寺遺跡、松本屋敷遺跡）
- 有田城跡
- 龍山八幡神社
- 枝之宮八幡神社
- 古保利藥師堂、千代田歷史民俗資料館
- 坤束製鐵遺跡

## 教育
高等學校
- 廣島縣立加計高等學校藝北分校（日语：広島県立加計高等学校芸北分校）
- 廣島縣立千代田高等學校
- 廣島新庄中學校及高等學校

## 本地出身之名人
- 靉光：西洋畫家。
- 上原轍三郎：農業經濟學者、北海學園大學第一任校長
- MEG：歌手

## 外部連結
- （日語） 北廣島町觀光協會（页面存档备份，存于）